# Autignac
Autignac este o comună în departamentul Hérault din sudul Franței. În 2009 avea o populație de 836 de locuitori.

## Evoluția populației
| An        | 1975 | 1982 | 1990 | 1999 | 2006 | 2009 |
| --------- | ---- | ---- | ---- | ---- | ---- | ---- |
| Populație | 910  | 948  | 698  | 729  | 789  | 836  |